# Monastir
Monastir (arabisk المـنسـتير, al-Munastîr) er en by i Tunesien ved østkysten, ca. 25 km syd for Sousse. Byen har 92.018 indbyggere (2013) og er administrativt centrum for guvernementet Monastir. Byen er hjemsted for et universitet.
I Monastir findes Bourguibas Mausoleum rejst for Habib Bourguiba, landets første præsident, der blev født i byen i 1903.
Byen har en turismeindustri i fremgang og en international lufthavn. Tidligere blev "Monastir Airport" (MIR) anvendt; i dag er den afløst af Enfidha Airport (NBE).

## Eksterne links
- Wikimedia Commons har flere filer relateret til Monastir
- "Monastir". Store norske leksikon. Hentet 4. oktober 2010.

35°48′N 10°48′Ø / 35.8°N 10.8°Ø